# Kai Pröger
Kai Pröger (Wilhelmshaven, Baja Sajonia, 15 de mayo de 1992) es un futbolista alemán. Juega de delantero y su equipo es el VfL Osnabrück de la 3. Liga alemana.

## Trayectoria
Pröger debutó profesionalmente el 2 de agosto de 2014 con el Maguncia 05 II en la 3. Liga, en el empate 2-2 ante el Fortuna Colonia.
En enero de 2019 fichó por el SC Paderborn 07 de la 2. Bundesliga.
En mayo de 2022 fichó por el Hansa Rostock.

## Clubes
| Club                  | País     | Año           |
| --------------------- | -------- | ------------- |
| Heidmühler FC         | Alemania | 2011-2012     |
| VfB Oldenburg II      | Alemania | 2012-2013     |
| VfB Oldenburg         | Alemania | 2013-2014     |
| 1. FSV Maguncia 05 II | Alemania | 2014-2015     |
| BFC Dynamo            | Alemania | 2015-2017     |
| Rot-Weiss Essen       | Alemania | 2017-2019     |
| SC Paderborn 07       | Alemania | 2019-2022     |
| F. C. Hansa Rostock   | Alemania | 2022-2024     |
| SSV Jahn Ratisbona    | Alemania | 2024-2025     |
| VfL Osnabrück         | Alemania | 2025-presente |